# Iwan Garanin
Iwan Iwanowicz Garanin (ros. Иван Иванович Гаранин, ur. 1 sierpnia 1945 w Rudnym) – kazachski biegacz narciarski reprezentujący Związek Radziecki, dwukrotny brązowy medalista olimpijski oraz srebrny medalista mistrzostw świata.

## Kariera
Jego olimpijskim debiutem były igrzyska w Sapporo w 1972 r., gdzie zajął 17. miejsce w biegu na 50 km stylem klasycznym. Cztery lata później, podczas igrzysk olimpijskich w Innsbrucku zdobył brązowy medal w biegu na 30. W biegu tym uległ jedynie zwycięzcy Siergiejowi Sawieljewowi z ZSRR oraz Amerykaninowi Billowi Kochowi. Ponadto wraz z Jewgienijem Bielajewem, Nikołajem Bażukowem i Siergiejem Sawieljewem zdobył kolejny brązowy medal w sztafecie 4 × 10 km.
W 1974 r. wystartował mistrzostw świata w Falun. Wspólnie z Wasilijem Roczewem, Fiodorem Simaszowem i Jurijem Skobowem zdobył tam srebrny medal w sztafecie. Na tych samych mistrzostwach zajął 4. miejsce w biegu na 30 km stylem klasycznym. Walkę o brązowy medal przegrał z Polakiem Janem Staszelem. Na kolejnych mistrzostwach świata już nie startował.
W 1977 r. Garanin został pierwszy reprezentantem Związku Radzieckiego, który wygrał szwedzki maraton Vasaloppet. Zdobył także 7 tytułów mistrza ZSRR: w 1975 w biegu na 30 km, w 1971 i 1975 r. na 50 km oraz w 1972, 1975 i 1977 r. na dystansie ponad 70 km.

## Osiągnięcia

### Igrzyska olimpijskie
| Miejsce | Dzień     | Rok  | Miejscowość | Konkurencja             | Czas biegu | Strata   | Zwycięzca          |
| ------- | --------- | ---- | ----------- | ----------------------- | ---------- | -------- | ------------------ |
| 17.     | 10 lutego | 1972 | Sapporo     | 50 km stylem klasycznym | 2:43:14,75 | +6:46,03 | Pål Tyldum         |
| 3.      | 5 lutego  | 1976 | Innsbruck   | 30 km stylem klasycznym | 1:30:29,38 | +39,91   | Siergiej Sawieljew |
| 4.      | 8 lutego  | 1976 | Innsbruck   | 15 km stylem klasycznym | 43:58,47   | +43,51   | Nikołaj Bażukow    |
| 3.      | 11 lutego | 1976 | Innsbruck   | Sztafeta 4 × 10 km      | 2:07:59,72 | +2:51,74 | Finlandia          |
| 4.      | 14 lutego | 1976 | Innsbruck   | 50 km stylem klasycznym | 2:37:30,05 | +3:08,89 | Ivar Formo         |

### Mistrzostwa świata
| Miejsce | Dzień     | Rok  | Miejscowość | Konkurencja             | Czas biegu | Strata   | Zwycięzca       |
| ------- | --------- | ---- | ----------- | ----------------------- | ---------- | -------- | --------------- |
| 4.      | 18 lutego | 1974 | Falun       | 30 km stylem klasycznym | 1:33:41,40 | +1:50,56 | Thomas Magnuson |
| 2.      | 21 lutego | 1974 | Falun       | Sztafeta 4 × 10 km      | 2:03:15,85 | +9,46    | NRD             |

### Puchar Świata
W sezonach 1973/1974 - 1980/1981 Puchar Świata rozgrywany był nieoficjalnie.

#### Miejsca w klasyfikacji generalnej
- sezon 1973/1974: 17.
- sezon 1974/1975: ?
- sezon 1975/1976: 9.
- sezon 1976/1977: ?

#### Miejsca na podium
1. Innsbruck – 5 lutego 1976 (30 km) – 3. miejsce
2. Lahti – 27 lutego 1977 (50 km) – 3. miejsce